# Кавказский Никольский миссионерский монастырь
Кавка́зский Нико́льский миссионе́рский монасты́рь — бывший мужской монастырь Русской православной церкви, официально действовавший с 1897 по 1927 годы в местности «Обвалы» («Провалы») близ станицы Кавказской (ныне Кавказский район Краснодарского края). Образован на месте старообрядческого Никольского скита, основанного в 1797 году и захваченного в 1894 году архимандритом Исидором (Колоколовым).

## История

### Старообрядческий скит
В «Историческом очерке о заселении станицы Кавказской Кубанского казачьего войска» о начале данного скита повествуется так: «Лишь обстроилась станица и жители обзавелись кое-каким хозяйством, старики Андрей Адриянов и Аникей Давидов, оба старообрядцы безпоповцы, поселились в пещерах, устроенных ими в обрыве над Кубанью, в 2 верстах выше станицы. Это было на третьем году водворения станицы (в 1797 году). Перед войною 1812 г. к старообрядцам прибыли из России около десятка иноков и поселились здесь же в пещерах. Некоторые из них возвратились потом в Россию, другие умерли здесь же и только один инок по имени Евфимий остался на месте и жил в пещере до 1832 г., когда случившийся обвал горы с пещерами в р. Кубань заставил его избрать другое место для будущего скита. Такое место нашлось ближе к станице, около Ивановского поста. Евфимий жил здесь до смерти своей, последовавшей в конце шестидесятых годов. Старожилы говорят, что не было случались нападения черкесов на иноков; в начале они даже доставляли инокам хлеб, мед и воск». Таким образом, в глинистом обрыве над Кубанью появился скит, вырыв в крутом склоне пещеры, покрытым добротным строевым лесом. После обвала 1832 года на осевшей местности образовалась относительная ровная площадка около 2-х — 3-х десятин. За местностью закрепляется название «Скиты» или «Обвалы».
В 1849 году казаки станицы Кавказской Исидор Терешин, Дементий Шишкин и Иван Зрянин, которые были поповцами, поселились на жительство в «скитах-обвалах». Помимо трудов духовных, занимались разведением садов, виноградников, завели пасеку. 5 октября 1855 года по митрополитом Владимирским и всея Руси Антонием (Шутовым) Иван Зрянин, по пострижении в монашество с именем Иов, был поставлен в епископа Кавказского и Донского.

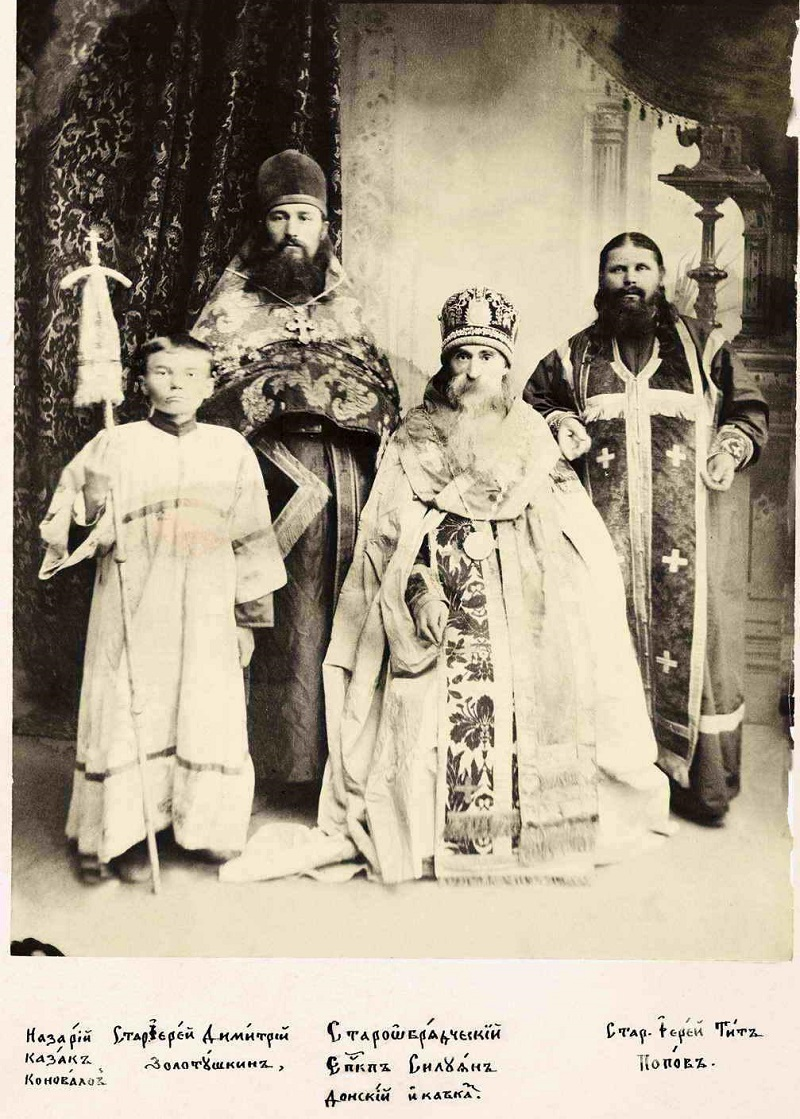
Чтец Назарий Коновалов, епископ Силуян (Морозов), иерей Димитрий Золотушкин, иерей Тит Попов. Предположительно, фото сделано в начале 1890-х годов, то есть накануне их изгнания из скита.

В 1865 году в пещерах на месте своего отшельничества, в местности Обвалы, епископ Иов основал Никольский скит, куда собрались насельники-старообрядцы из казаков с Дона, Терека и из других мест. Первоначально обитель была сложена из плетней «и в таком малом пространстве, так что с нуждою помещалась полотняная походная церковь». 19 февраля 1867 года епископ Иов отправил в старообрядческую Московскую архиепископию прошение о разрешении «построить молитвенный дом по образцу древлеправославных церквей с алтарём, кумполами, крестами и со звоном, при котором всегда будут находиться 2 священноинока, нами вновь рукоположенных к сему храму». Наряду с церковью в общежительном скиту, содержавшемся на пожертвования, имелись хозяйственные постройки, кельи. Кавказско-Никольский монастырь стал центром старообрядческой Кавказско-Донской епархии, резиденцией епископа Иова. Старообрядческая монашеская община стала разрастаться и за ней закрепляется название «Никольский скит в Обвалах». Здесь рукополагались священники для приходов казачьих станиц. Отсюда епископ Иов отправлялся для освещения молитвенных домов и храмов.
20 января 1872 году епископ Иов умирает. 30 ноября 1879 года ему на смену был поставлен Силуян (Морозов). В 1880 году, как следовало из донесений, он поселяется в скиту, рукополагая по всему Северному Кавказу старообрядческих попов. Отношения у епископа Силуяна со станичной администрацией сложились вполне добросердечные. Молитвенный дом приобрёл вид православной церкви, к нему была пристроена колокольня, в монастыре проживало 28 иноков и бельцов, воздвигались хозяйственные и жилые постройки. Из юрта станицы Кавказской по общественному приговору в пользование монастыря было передано 5 десятин земли, поскольку в нём проживало 8 человек казаков из Кавказской, не пользующихся паевыми наделами из станичного юрта и около 15 десятин леса с правом собирать валежник и ветви для отопления помещений и приготовления пищи. По общественному приговору в распоряжение скита из станичного юрта передавалось и 100 десятин земли, поскольку такое количество имел православный храм: так решили, чтобы уровнять в положении как православных, так и старообрядцев станицы. По произведенному в 1883 году Кубанским областным правлением дознанием в монастыре проживало 28 уставщиков, иноков, попов и бельцов. Монастырь владел пятью десятинами земли, 15 десятинами леса, а по приговору станицы еще 100 десятинами земли. Сюда приезжали со своими нуждами старообрядцы из ближних и дальних станиц.
По воле епископа Силуана были построены жилые здания, новый молельный дом, построена колокольня с пятью колоколами. Молитвенный дом, имеющий вид православной церкви, стал называться монастырём Обвальной Святониколаевской пустыни. Иноки носили единообразную форму по древнему обычаю и уставу: костюм, состоящий из чёрного подрясника с пелериной вокруг шеи, кушака из чёрной материи, длинных сапог, на голове — чёрная плисовая шапочка. В этой одежде старообрядцы-монахи ходили и в монастыре, и в станице. Епископ Силуан проводил архиерейские богослужения по старопечатным книгам, публичные соборные литургии, рукоположения в священники, венчания и крещение. Всё это происходило в нарушение тогдашних законов, которые запрещали старообрядцам публичное отправление культа; в то время это именовалось «публичным оказательством раскола». Однако существование монастыря оказалось возможным в силу того, что данные запретительные предписания в отношении старообрядцев на Кавказе не исполнялись. Здесь как нигде в Российской империи они пользовались благоволением местного начальства. В 1860-е — 1870-е не было зафиксировано случаев явного притеснения старообрядцев.
В условиях далеко не либерального правления Александра III ситуация занчительно изменилась. 3 мая 1883 года вступил в силу закон «О даровании раскольникам некоторых прав гражданских и по отправлению духовных треб». Несмотря на название, существенных новшеств в старообрядческое законодательство он не вносил, а на Кавказе его провозглашение не ознаменовалось не только предоставлением каких-либо новых «прав» старообрядцам, но обернулось лишением их тех привилегий, которыми они пользовались с конца XVIII века. Происходит, по сути, уравнение казаков с крестьянским населением России в области веры. Несоблюдение кавказскими старообрядцами запретов, утвержденных законом 1883 года, на свободное богослужение, к которому они привыкли за предыдущие десятилетия, неизбежно привело в скором времени к ряду репрессивных мер со стороны властей. Отправной точкой послужило предписание Главноуправляющего гражданской частью на Кавказе от 21 мая 1887 года начальникам Кубанской, Терской областей и ставропольскому губернатору о решительном пресечении местными властями «публичного оказательства раскола», принуждении старообрядцев неуклонно исполнять положения закона 1883 года и привлечении к ответственности уличённых в «пропаганде раскола». По законам от 3 мая 1883 года и 1 мая 1884 года монастырь как «раскольничий» следовало закрыть. Местные власти с приглашением благочинного государственной православной церкви, должны были сделать опись вещам и богослужебной утвари, колокола снять, а здания опечатать, сообщив об исполненных мерах в Ставропольскую духовную консисторию. Приговоры об отводе монастырю земли и леса, как составленные вопреки закону, считались не действительными и изымались из владения старообрядческого монастыря. В августе 1883 года, вскоре после выхода закона о «правах» старообрядцев, епископ Силуян был приговорён Новочеркасским судом к восьми месяцам тюремного заключения за освящение старообрядческого монастыря в станице Пятиизбянской Области Войска Донского.

### Захват скита архимандритом Исидором (Колоколовым)
Дело о ликвидации старообрядческого монастыря в станице Кавказской было инициировано Министерством внутренних дел в начале 1888 года. Тогда же казакам станиц Прочноокопской и Кавказской было предписано привести свои молельные дома в установленный законом вид, то есть снять с них колокола и купольные кресты. Поверенные от старообрядческих обществ этих двух станиц — унтер-офицер Чернейкин и урядники Филимонов, Кочергин и Братухин — обратились с ходатайством о приостановке данных постановлений к Главнокомандующему войск на Кавказе генерал-адъютанту князю А. М. Дондукову-Корсакову. Князь пошёл навстречу старообрядцам и приказал оставить эти постановления без последствий. В начале 1890-х годов Ставропольская духовная консистория возбудила против епископа Силуяна дело по факту «совращения православных в раскол». Дело явилось следствием внутренних неурядиц внутри старообрядческого общества: враждебная Силуяну партия старообрядцев станицы Кавказской произвела на него донос о крещении им православного младенца и венчании православной девицы со старообрядцем. 23 апреля 1893 года в Екатеринодарском окружном суде состоялся суд, приговоривший епископа Силуана к пожизненной ссылке в Сибирь. Однако благодаря деятельному участию кубанских старообрядцев, Тифлисская судебная палата спустя пять месяцев вынесла оправдательный приговор, и епископ Силуян был освобождён из Екатеринодарской тюрьмы. Во время нахождения Силуяна в тюрьме официальная пресса не гнушалась распространять о нём клеветнические слухи, дабы усилить деморализацию в старообрядческой среде.

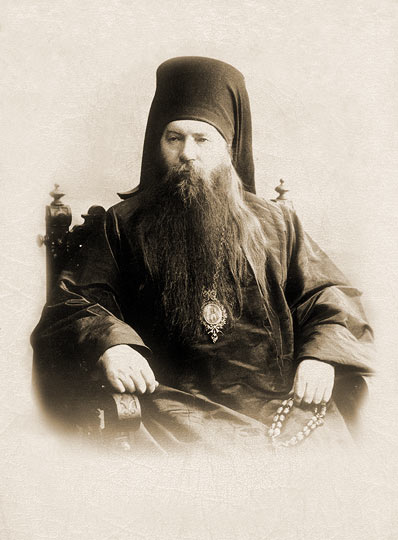
Епископ Исидор (Колоколов). Фото 1903 г.

Наконец, 11 февраля 1894 года епархиальный миссионер архимандрит Исидор (Колоколов) под защитой станичного атамана урядника Г. Булдыгина и команды казаков отправился в скит и объявил его православным монастырём. С. Г. Вургафт и И. А. Ушаков, ссылаясь на старообрядческие источники, так описывали действия архимандрита Исидора: «Под тем предлогом, что желает ознакомиться с храмом Никольского старообрядческого мужского монастыря близ станицы Кавказской, он вошёл в церковь в сопровождении всего лишь одного ветхого старообрядческого инока, и вдруг бывшие с ним два служки достали из своих узелков священническое облачение и все необходимое к службе. Оттеснив в сторону поражённого святотатством инока, миссионер начал свое богослужение. Ожидавшая его знака сотня казаков тут же захватила монастырь, который с той минуты был объявлен единоверческим. Инокам-старообрядцам было приказано убираться на все четыре стороны. Отобранный монастырь Исидор сделал своей резиденцией». Всё движимое и недвижимое имущество осталось на месте и поступило в распоряжение архимандрита Исидора. Так, на месте бывшего «раскольничьего» Николаевского скита, в трёх верстах от станицы Кавказской, и в 7 верстах от одноимённой станции Владикавказской железной дороги на правом берегу Кубани появляется Кавказский Николаевский мужской общежительный нештатный миссионерский монастырь. Старообрядческие иноки были выселены, живший там старообрядческий епископ Кавказский Силуян (Мороз) отправлен в станицу Урюпинскую. 7 февраля 1896 года выкопали и разбили гробы с останками епископа Иова и священника Григория, оказавшимися нетленными, и были сожжены.
Архимандрит Исидор рьяно взялся за расширение владений обители, не считаясь с настроениями местных жителей. Чтобы сохранить за монастырём использовавшиеся ранее земли архимандрит Исидор обратил 11 скитников и 1 послушника из числа старообрядцев в православие на правах единоверия. Это позволяло заявлять о преемственности собственности, не изымать её, и давало, в свою очередь, епархиальным властям основание просить начальника Кубанской области о прирезке к станичному юрту земли из соседних войсковых запасов в том размере, который оказался за Кавказским миссионерским монастырём с 1894 года. Причём земля казакам станицы Кавказской должна была быть возмещена как полевая, так и с лесонасаждениями, лугами и проч. За всё время непользования таковой, начиная с 1894 года по день прирезки станичному обществу монастырь обязан был выплатить вознаграждение в размере 350 рублей за каждую десятину в год. В противном случае казаки требовали изъять свои земли у монастыря с правом взыскать с монастыря через суд убытки за весь период неиспользования этой земли. Монахи заявляли, что имеют в своем распоряжении только 46 десятин земли и 8 десятин леса, а станичники заявляли, что за монастырём уже числится около 100 десятин земли и 15 десятин леса. Как сообщает войсковой старшина и станичный летописец А. Д. Ламонов, пренебрегая правом станичного общества, архимандрит Исидор «начал производить самозахват общественой земли и леса, возводить постройки и в разных местах по обвалам и над ними, и в течение 8 месяцев явились более или менее ценные постройки, для которых лесной материал добывался из обвальского же леса, выращенного трудами старообрядческих иноков и от разобранных старообрядческих келий. Вместе с тем он воспретил жителям выпускать в обвалы мелкий домашний скот. Даже пешеходам казакам воспретил проход через обвалы; были смельчаки казаки, нарушившие запрещение, за что, по их словам, понесли побои и истязания от монахов». Споры и претензии нарастали, раздавались разгоряченные голоса: «Явились непрошенные благодетели на нашу шею, надо скопнуть их, а то горло перережут!».

### Монастырь в 1897—1917 годы

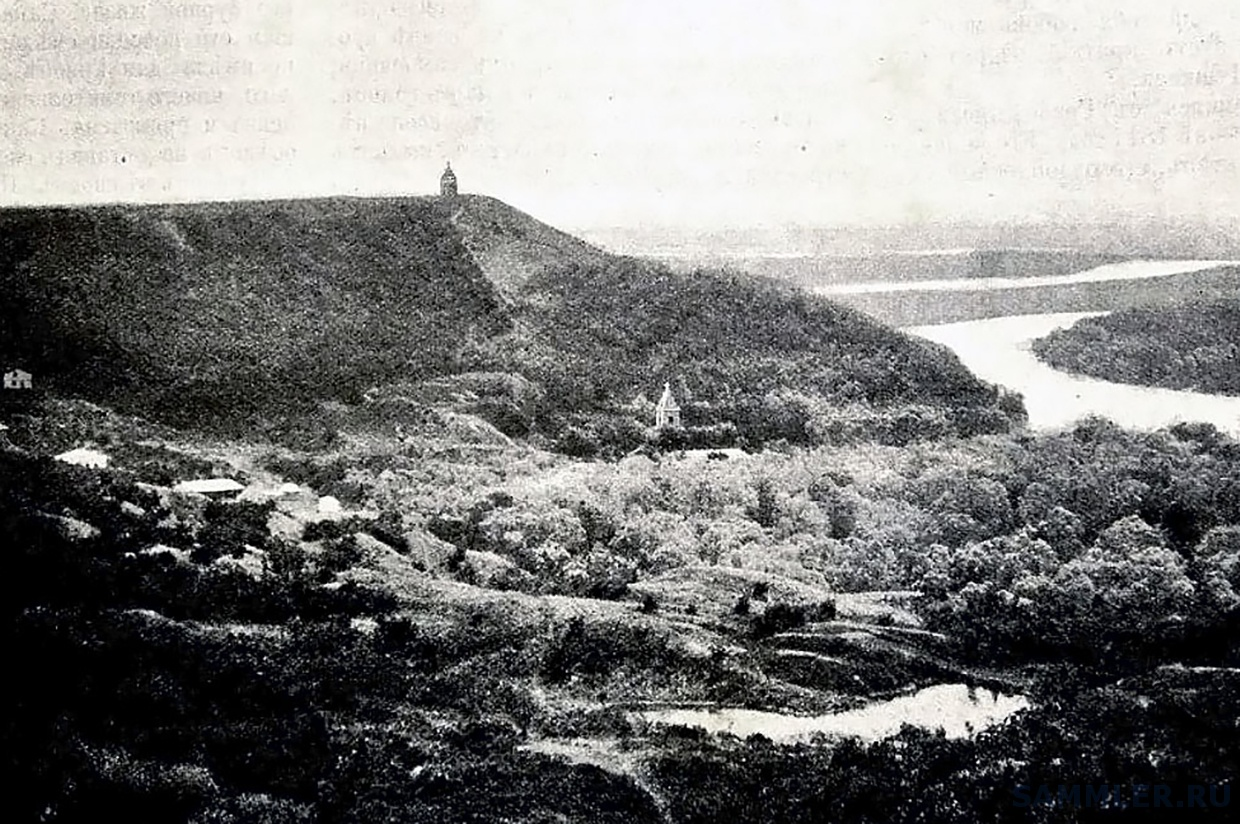
Кавказский Никольский монастырь при р. Кубани. Вид до обвала 1898 года

Святейший синод постановлением от 31 января — 12 февраля 1897 года за № 368 официально учредил на этом месте Кавказский Николаевский общежительный нештатный миссионерский мужской монастырь Ставропольской епархии. 4 августа 1897 года Министерство внутренних дел подтвердило переход монастыря в духовное ведомство. В штате были должность настоятеля в сане архимандрита, которую занял иеромонах Мефодий, 30 монахов и 56 послушников. Почти одновременно у монастыря появляются подворья на двух станциях Владикавказской железной дороги. Организации подворий предшествовали значительные земельные пожертвования, сделанные Кавказскому миссионерскому мужскому монастырю благотворителями. Кроме того, благоустройству обители на берегу реки Кубани способствовали денежные и материальные подношения частных лиц. В числе жертвователей был и Иоанн Кронштадтский, приславший в декабре 1896 года на нужды монастыря прислал 40 рублей.
Иеромонах Мефодий возводил монастырь за счёт пожертвований. Сохранилось его обращение к верующим: «…всякого, кто побывает в новой обители, поразит её крайняя скудность. Раскольники сознавали, что их монастырь существует незаконно и лишь временно, <…> обитель же их представляет из себя небольшие и жалкие хижины, не исключая и церкви. Теперь православной братии представляется великая и трудная задача: вместо сих полуразвалин построить соответственный духу и силе Православия храм и все нужные монастырские здания. Нужно ли говорить, что сие невыполнимо без щедрой помощи православных ревнителей и благодетелей. Посему в надежде на их любовь и усердие я, со своею во Христе братиею, решился обратиться к ним с настоящим приглашением к пожертвованию. Просим тебя, Благочестивый христианин, оказать свою благотворительную помощь, мздовоздаятелем же за ню будет сам Господь по молитвам Святителя и Чудотворца Николая, покровителя и заступника нашего».
22 ноября 1898 года территория монастыря в частности, из-за пещер и ходов, вырытых здесь с конца XVIII века, в очередной раз подверглась оползню: рухнула каменная церковь, деревянная покосилась, крутой глиняный и высокий правый берег был подмыт течением Кубани. Площадь обвала составляла около 40 десятин. Случившийся новый обвал («провал») закрепил окончательно народное название за монастырем — «Обвалы» или «Провалы».
В начале XX века в монастыре было 2 храма: во имя святителя Николая Чудотворца и в честь иконы Божией Матери «Живоносный источник». Управлялся монастырь архимандритом. При монастырских пещерах имелся серно-железистый источник для лечения желудочных заболеваний. К монастырю были приписаны два подворья. Первое подворье устроено в 1894 году на земле, пожертвованной екатеринодарской мещанкой Евдокией Шульгиной, находилось на хуторе Романовском (ныне город Кропоткин), на базарной площади. При Романовском подворье имелся храм в честь иконы Казанской Божией Матери, освященный в 1897 году, и школа для детей местных жителей. Второе подворье, Армавирское, находилось в селе Армавире, при нем было два храма — во имя святого Александра Невского и в честь Покрова Божией матери, а также имелась школа. Монахов Николаевского мужского монастыря неоднократно посещал епископ Ставропольский Агафодор (Преображенский). С момента основания подворий монахи занимались наряду с исполнением главной задачи — миссионерством, школами грамоты для детей из социальных низов. С организацией начального образования среди русского иногороднего населения в селении Армавир была большая проблема: государственная система просвещения её не решала, оставив на попечение благотворителей и меценатов. Однако нехватка финансовых средств не позволила в дальнейшем ни на Романовском, ни на Армавирском подворьях Кавказского монастыря превратить школы грамотности в полноценные церковно-приходские школы.

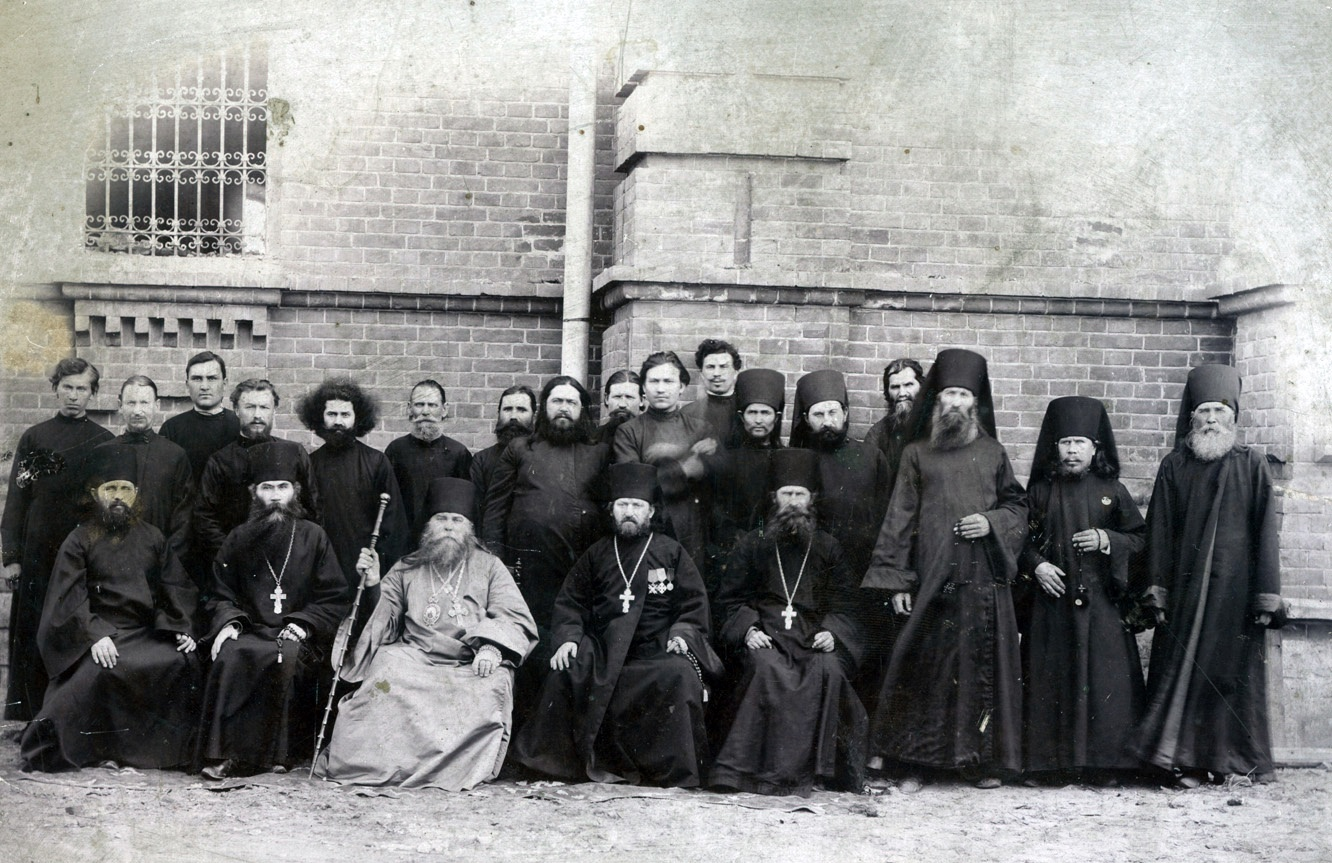
Приезд епископа Ейского Иоанна (Левицкого) на подворье Никольского миссионерского монастыря на хуторе Романовский

Больным местом во взаимоотношениях монастыря и населения станицы оставался поземельный вопрос, возникший с момента образования православного «миссионерского» монастыря на месте старообрядческого скита. По приговору станичного собрания (православных — 37, старообрядцев — 18) от 20 мая 1907 года было поручено поверенному предъявить иск к монастырю о восстановлении нарушенного владения в Екатеринодарский окружной суд. Возник совершенно редкий случай, когда православные и старообрядцы, защищая свои имущественные права, объединились против православного монастыря. К этому времени бывших старообрядцев, обратившихся в единоверие, в монастыре уже фактически не было, а имущественные вопросы оказались неразрешимыми. 13 октября 1908 года Екатеринодарский окружной суд приступил к разбору дела. Публика в зале заседания была на стороне Кавказского станичного общества. Суд вынес определение изъять участок земли более 58 десятин, носящий название «Обвалы», из владения Кавказского миссионерского монастыря и передать его обществу станицы Кавказской; обязать монастырь в шестимесячный срок снести все возведённые на спорном участке строения, а судебные издержки за ведение дел возложить на монастырь в пользу общества станицы Кавказской.
Но защитники интересов монастыря не сдавались: Новочеркасская Судебная палата решением от 27 сентября 1911 года постановила в иске обществу станице Кавказской отказать, возложив на общество судебные издержки за обе инстанции. Судебная палата признала, что общество утратило право на землю в силу давности завладения. Однако общество станицы Кавказской вновь обратилось с жалобой в гражданский кассационный департамент Правительствующего Сената по поводу изъятия у монастыря 58 десятин земли с просьбой отменить решение от 27 сентября 1911 года и передать дело для нового рассмотрения в другом составе Судебной палаты. Решение Новочеркасской Судебной палаты было отменено. Сообщения о новом витке судебных тяжб отразились в газетных хрониках в ноябре 1913 — январе 1914 годов. Земельно-имущественный спор, разгоревшийся между станичным обществом и монастырём, подавался на страницах газет и в церковных кругах как
спор между раскольниками-старообрядцами и православными, а защита интересов монастыря представлялась исключительно как защита основ Православной Церкви, что не соответствовало действительности. Это спор тянулся более двадцати лет, но до революции так и не получил разрешения.
Начало Первой мировой войны привело к оттоку монашествующих из Кавказского монастыря и его подворий, которые привлекались для оказания помощи санитарным и хозяйственным подразделениям армии.

### После революции
В годы Гражданской войны монастырь в «Обвалах» и его подворья стал временным пристанищем для лиц духовного звания, бежавших из центральных областей России от красного террора. Около двух лет настоятелем в Кавказском монастыре епископ Иоанн (Левицкий), который в конце 1919 года решением Временного высшего церковного управления на Юго-Востоке России был удален на покой в Кавказский монастырь за допущенные церковно-правовые нарушения. После решения о своем смещении, Иоанн Левицкий не хотел уходить на покой, и только после долгих препирательств, «согласился принять настоятельство в Кавказском монастыре Кубанской епархии». В сентябре 1921 года восстановлен по многочисленным просьбам паствы патриархом Тихоном как епископ Кубанский и Краснодарский.
В январе 1920 года, до прихода большевиков на Кубань, в Кавказском Николаевском миссионерском общежительном мужском монастыре находилось около 120 священнослужителей, бежавших с севера на Дон и Кубань. На помощь беженцам-священнослужителям командующий Белой армией генерал А. И. Деникин в январе 1919 года выделил 1 млн. 800 тыс. рублей, которые были переданы в церковно-беженский комитет при Высшем временном церковном управлении. Половина суммы была выделена архиереям, семейные священники получили по 1000 руб., одинокие — по 500 рублей. Беженцам-священникам были выделены помещения без отопления, с выбитыми окнами. В это время, как свидетельствуют очевидцы, в монастыре чувствовалось иерархическое разделение, перенаселённость и неустроенность.
С приходом большевиков на Кубань подворья фактически превращаются в самостоятельные монастырьки, утратившие внешние церковные связи, в них ослабевает духовная жизнь и дисциплина. Органы советской власти в монастырях видели прибежище монархистов и «белобандитов», часто оперируя в своих донесениях непроверенными и подчас фантастическими сведениями. Так, сообщая данные о борьбе с бело-зелеными на конец сентября 1921 года, Кавказский отдел писал в центр, что «по непроверенным сведениям, между ст. Кавказской и гор. Кропоткиным в пещерах Старого монастыря скрывается банда до 2000 человек, вооружённых винтовками, пулеметами и при одном орудии. Активных действий, кроме нападения на отдельных совработников не проявляют».
После прихода большевиков на Кубань и захвата власти в Кубано-Черноморском епархиальном управлении обновленцами в лице протоиерея Ф. И. Делавериди, представлявшем обновленческое Высшее церковное управление, началось активное давление на монастыри. В докладной записке, поданной в ноябре 1922 года в облисполком, Делавериди срочно потребовал «закрыть монастырские подворья и монастыри в гор. Краснодаре, Армавире, Кропоткине, закрытые уже постановлением ВЦУ, или передать монастырские храмы в руки белого духовенства и тем самым разбить провокационные монастырские пункты». Циркулярным секретным письмом от 14 марта 1923 года областной Адмотдел уведомил местные органы: «Никакого содействия на местах духовенству и церковно-приходским советам не оказывать и не допускать разрешения тех собраний, на которых под флагом патриарха Тихона могут быть скрытые выступления против Советской власти». В письме указывалось особо, что церковные причты и приходские советы монастырских подворий в Армавире, Новороссийске и Кропоткине «под видом благочестия, прикрываясь различными каноническими правилами производят демонстративные поминовения патриарха Тихона <…>, чем вносят в среду мирян смуту и вражду, нарушающую общественную тишину и порядок». Местным властям рекомендовалось дистанцироваться от всяческих контактов с «тихоновцами» и проводить официальную линию «строго согласованно с существующими декретами». Инициативу по расформированию и уничтожению монастырей, как делу внутрицерковному, предоставили «обновленцам». В феврале 1923 году Кубано-Черноморское епархиальное управление приняло решение закрыть Александро-Невское подворье Кавказского мужского монастыря в Армавире, а руководителей выслать. С учётом сложившейся обстановки, к периоду ноября 1922 — февраля 1923 году следует относить и закрытие монастыря «Обвалы». Официальное закрытие Романовского подворья и «Александро-Невского монастыря» — армавирского подворья следует относить к периоду между ноябрем 1922 и апрелем 1923 года.
Тем не менее, какая-то жизнь в монастыре, видимо, продолжалась, несмотря на давление со стороны властей как советских и церковно-обновленческих. Отдалённость скита от станицы делала его беззащитным перед грабителями, желавшими поживиться «монастырскими сокровищами». Так, 24 апреля 1927 года в четыре часа утра в церковь «Живоносного источника», находящейся в «Обвалах», по сведениям Кропоткинского райотдела милиции «ворвались пять человек злоумышленников, из которых двое, вооруженных револьверами, под угрозой, забрали один металлический ковчег с дароносицей, два металлических креста, две чаши с приборами, 6 аналойных платков и 4 напрестольных платка, скрылись и пока не установлены».
Староправославная община претендовала на бывшее монастырское здание храма «Живоносного источника», находящегося в «Обвалах» вблизи станицы Кавказской, что вызывало озабоченность в административном отделе округа. Административный отдел Армавирского округа предложил закрыть монастырь. К маю 1927 года в «Обвалах», согласно описанию, направленному в Президиум Армокрисполкома, было две церкви, расположенные в 400 саженях (853 метрах) друг от друга; при одной церкви было 2 дома, при другой — 6 домов.

Церковь, около которой имеются шесть домов, разрушившаяся, в ней провисают потолки, своды, лопнули стены. Дома эти занимаются тремя монахами старообрядцами и находятся в крайне плохом состоянии. Часть надворных построек расхищена монахами, часть употреблена на топку печей. Комната в одном доме приспособлена под конюшню. Монахи старообрядцы рубят окружающий монастырь лес и из него делают некоторые изделия. Материально глава монахов обеспечен, он имеет дома в Кропоткине и Кавказской. В церкви служба не производится, так как в ст. Кавказской имеются две старообрядческие церкви, вполне удовлетворяющие религиозные потребности граждан.
Вторая церковь ветхая, деревянная, при ней живут десять пристарелых монахов-калек; как прилегающие два дома, так и церковь содержатся сравнительно удовлетворительно. Окрадмотдел ходатайствует о закрытии первой церкви и передаче шести домов Кавказскому станисполкому на предмет организации там дома отдыха. Вторую церковь с одним домом передать в распоряжение общины верующих, другой же дом при второй церкви, также передать в ведение станисполкома ст. Кавказской

Обоснование для закрытия монастыря в «Обвалах» было представлено в Президиум Армокрисполкома 18 мая 1927 года. 3 июня 1927 года постановлением малого Президиума Армавирского окружного Исполнительного комитета Совета рабочих, крестьянских, красноармейских, казачьих и горских депутатов был закрыт монастырь «Живоносного Источника». Здание церкви было решено передать общине, в ведении которой она находилась, вторую церковь принадлежавшую монахам-старообрядцам, по причине ветхости здания было решено закрыть и передать в распоряжение станичного совета станицы Кавказской, в его ведение переходили все находящиеся при этой церкви дома и надворные постройки. В декабре 1927 года в ст. Кавказской районными властями был проведён осмотр зданий и церкви монастыря «Обвалы», находившегося на восточной стороне станицы Кавказской. По данным акта осмотра здание монастыря пришло в полную негодность, за исключением церкви, изношенность каковой доходила до 75 %. В акте отмечалось, что «рамы, доски из полов, ставни, коробья, железо с крыши и другие материалы расхищаются гражданами, так как монастырь отстоит от станицы на далёком расстоянии и охраны в таковой нет». Сельсовет просил районные власти разобрать здание на строительные нужды. 6 января 1928 года было дано распоряжение материалы зданий монастыря использовать на ремонт школы и других помещений сельсовета. Эти сведения позволяют предполагать, что староправославная (тихоновская) община в «Обвалах» ещё могла существовать в начале 1928 года.
В 2004 году на месте существовавшего в XIX веке старообрядческого монастыря старообрядцами был поставлен поклонный крест.